# 4Ever (zespół muzyczny)
4Ever – polski zespół muzyczny wykonujący muzykę disco polo.

## Historia
Grupa powstała w 2002  roku w Białymstoku z inicjatywy Rafała Woźniewskiego – aktualnego wokalisty, który debiutował w 2001 roku piosenką Kochanków miałaś wielu na antenie telewizji Polsat w programie Disco Polo Live. Pierwszy skład zespołu tworzyli: Rafał Woźniewski, Wojciech Siemianowski, Robert Ciborski i Adam Łazowski. Niespełna kilka tygodni po pojawieniu się zespołu na rynku muzycznym piosenka pt. Lato na VII Ogólnopolskim Festiwalu Muzyki Disco Polo i Dance w Ostródzie zdobyła miano „Hitu Festiwalu”. W tym samym roku ukazał się też debiutancki album pt. Miłość Cię zabiła, a do tytułowego utworu nakręcony został teledysk, który z powodu zdjęcia programu Disco Polo Live z anteny telewizji Polsat swoją premierę miał tylko w Internecie. W 2003 roku zespół nagrał nowy utwór pt. Jesteś sensem, który pomimo braku jakiejkolwiek promocji w mediach, szybko stał się wielkim przebojem. Rok 2004 przyniósł kolejny utwór pt. An Angel, do którego zespół nagrał teledysk prezentowany potem w programie Szczęśliwa 8. Kompozycja ta to cover przeboju rosyjskiej grupy Plasma, a zespół dodał jedynie polskie zwrotki, zostawiając oryginalny anglojęzyczny refren. Na początku 2005 roku tym razem w programie Boom Hit Music miał swoją premierę czwarty wideoklip, nakręcony do piosenki pt. Najlepszy moment, a wiosną tego samego roku ukazał się natomiast drugi album tej formacji pod tym samym tytułem. Na płycie tej znalazły się utwory premierowe, covery (m.in. Najlepszy moment i Głupie kłamstwa z repertuaru grupy Beat Magic) i nowe wersje piosenek z poprzedniej płyty (m.in. dwa remiksy przeboju Kochanków miałaś wielu). W lipcu 2005 roku na X Ogólnopolskim Festiwalu Muzyki Tanecznej w Ostródzie grupa odebrała „Nagrodę Publiczności” za utwór Głupie kłamstwa (cover piosenki zespołu Beat Magic). Dotychczas grupa wydała cztery płyty. Początkowo zespół współpracował z wytwórnią Green Star. W 2009 roku grupa nawiązała kontakt z wydawnictwem muzycznym Folk, u którego wydała swoją ostatnią płytę.

## Dyskografia
| Tytuł                 | Rok  |
| --------------------- | ---- |
| Miłość Cię zabiła     | 2002 |
| Najlepszy moment      | 2005 |
| Byłaś tu przez chwilę | 2009 |
| Chillout              | 2013 |
| Truskawkowy błyszczyk | 2015 |